# Zakaria El Hachimi
Zakaria El Hachimi (Casablanca, 4 augustus 1987) is een in Marokko geboren betaald voetballer die bij voorkeur in de verdediging speelt als vleugelverdediger. Hij debuteerde in 2014 in het Marokkaans voetbalelftal.